# Trophée de France 1912
Navigation
Trophée de France 1911 Trophée de France 1913
Le Trophée de France 1912 est la 6e édition du Trophée de France, une compétition de football de fin de saison organisée par le Comité français interfédéral entre les champions de chaque fédération qui le compose.
La compétition est remportée par l'Étoile des Deux Lacs, championne de la Fédération gymnastique et sportive des patronages de France, qui bat en finale le Red Star Amical Club, champion de la Ligue de Football Association.

## Participants
| Club                      | Ville    | Fédération                                                          |
| ------------------------- | -------- | ------------------------------------------------------------------- |
| Red Star Amical Club      | Paris    | Ligue de Football Association (LFA)                                 |
| Vie au Grand Air du Médoc | Bordeaux | Fédération cycliste et athlétique de France (FCAF)                  |
| Étoile des Deux Lacs      | Paris    | Fédération gymnastique et sportive des patronages de France (FGSPF) |

## Compétition

### Tableau
|  | Demi-finale | Demi-finale               | Demi-finale | Demi-finale          |       |                      | Finale | Finale | Finale | Finale |
|  |             |                           |             |                      |       |                      |        |        |        |        |
|  |             |                           |             |                      |       |                      |        |        |        |        |
|  | FGSPF       | Étoile des Deux Lacs      | 2           | 2                    |       |                      |        |        |        |        |
|  | FGSPF       | Étoile des Deux Lacs      | 2           | 2                    |       |                      |        |        |        |        |
|  | FCAF        | Vie au Grand Air du Médoc | 0           | 0                    |       |                      |        |        |        |        |
|  | FCAF        | Vie au Grand Air du Médoc | 0           | 0                    | FGSPF | Étoile des Deux Lacs | 3      | 3      |        |        |
|  |             |                           |             |                      | FGSPF | Étoile des Deux Lacs | 3      | 3      |        |        |
|  |             |                           | LFA         | Red Star Amical Club | 1     | 1                    |        |        |        |        |
|  | LFA         | Red Star Amical Club      | LFA         | Red Star Amical Club | 1     | 1                    | -      | -      |        |        |
|  | LFA         | Red Star Amical Club      |             |                      |       |                      |        | -      |        |        |
|  | -           | -                         | -           | -                    |       |                      |        |        |        |        |
|  | -           | -                         | -           | -                    |       |                      |        |        |        |        |

### Demi-finales
La demi-finale a lieu le dimanche 19 mai 1912,.
| Demi-finale          | Étoile des Deux Lacs | 2 – 0 | Vie au Grand Air du Médoc |  |
| Dimanche 19 mai 1912 |                      |       |                           |  |

### Finale
La finale a lieu le dimanche 2 juin 1912,.
| Maillot grenat avec étoile bleu ciel |

| Maillot à deux bandes verticales blanc et bleu marine |

| Maillot grenat avec étoile bleu ciel |

| Maillot à deux bandes verticales blanc et bleu marine |